# St. Benedikt (Pentenried)

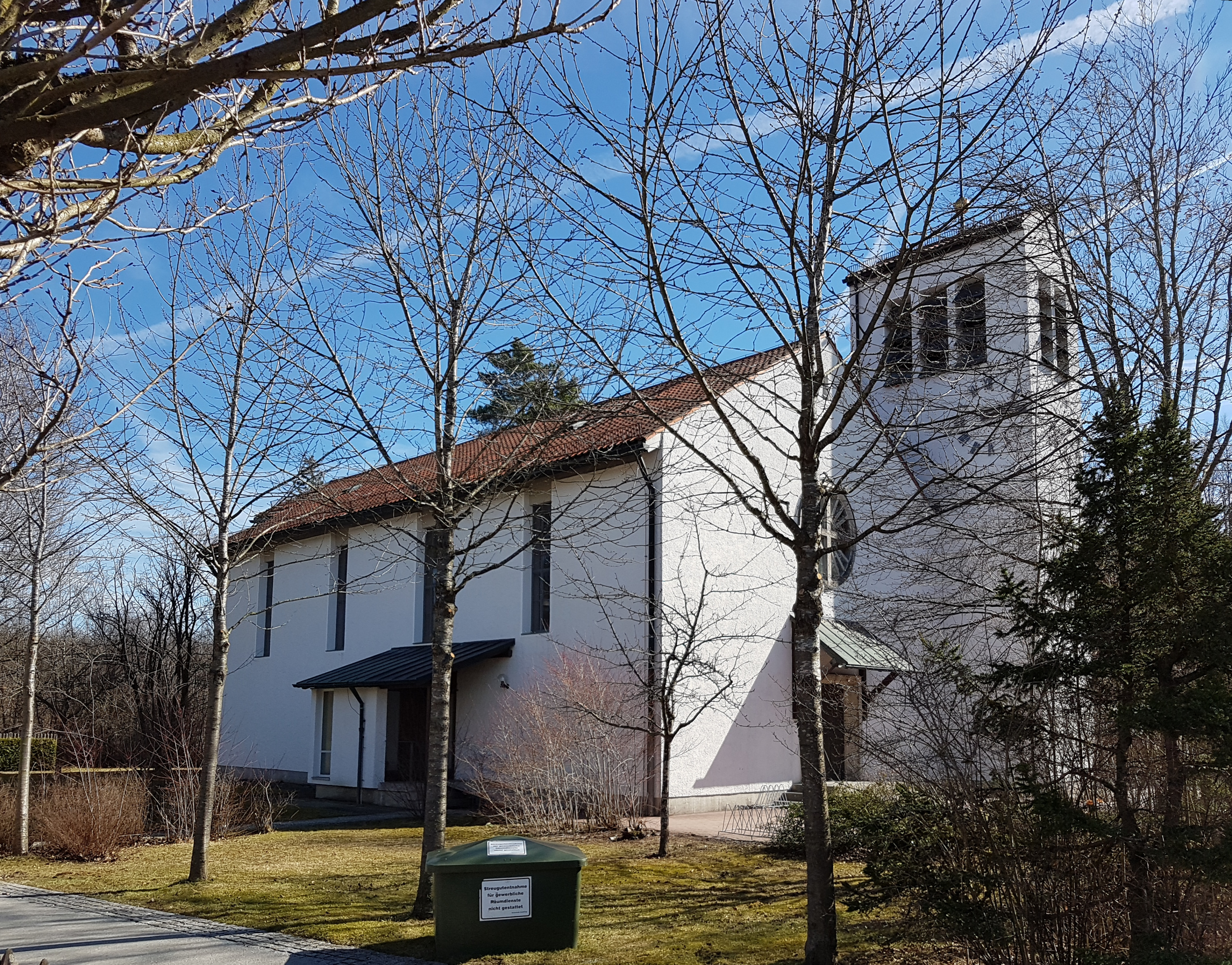
St. Benedikt in Pentenried

Die römisch-katholische Filialkirche St. Benedikt in Pentenried wurde 1958 errichtet.

## Geschichte
Zunächst gab es nur eine Kapelle in der Schwaige Pentenried. Nach 1945 wurde eine Siedlung errichtet, in der sich viele Sudetendeutsche niederließen. Aufgrund der Bevölkerungszunahme war ein neuer Kirchenbau notwendig geworden.
Der Entwurf stammt vom Wolfratshauser Architekten Konstantin Blum. Am 7. Dezember 1958 wurde die Kirche eingeweiht.

## Ausstattung
Die Kirche hat ein Satteldach, einen vorspringenden Kirchturm und einen polygonalen Altarraum. Die Ausstattung wurde von umliegenden Gemeinden und Privatpersonen gespendet: 
Der sitzende heilige Benedikt stammt aus der Frauenkirche in Gauting, die spätgotische Figurengruppe aus Privatbesitz und der nazarenische Kreuzweg aus St. Josef in Starnberg. Das Altartriptychon ist eine Stiftung aus München und bezieht sich auf die Hochfeste. Am Eingang sind eine Muttergottes aus dem 17. Jahrhundert und eine Nepomukstatue aus dem 18. Jahrhundert zu sehen.
Obwohl der Ort früher zu Planegg und jetzt zu Krailling gehört, war die Kirche immer ein Teil der Pfarrei St. Benedikt (Gauting) und dem Erzbistum München und Freising.